# حمض الناليديكسيك
حمض الناليديكسيك (Nalidixic acid) (الأسماء التجارية  'Nevigramon' ،  'Neggram' ،  'Wintomylon'  و  'WIN 18٬320' ) هو أول من إصطنع الكينولون من زمرة مضادات الجراثيم.

## الآثار الضارة
الشرى الطفح الجلدي، والحكة الشديدة، أو الإغماء بعد وقت قصير من تناول الجرعة قد يكون علامة على الحساسية المفرطة. وتشمل الآثار الضائرة العامة الطفح الجلدي، حكة في الجلد، عدم وضوح الرؤية أو الازدواجية، هالات حول الأضواء، والتغيرات في رؤية الألوان، والغثيان، والتقيؤ، والإسهال. حمض الناليديكسيك قد يسبب أيضا التشنج ات و ارتفاع سكر الدم،
- حساسية ضوئية.[4] في بعض الأحيان فقر دم انحلالي،[5][6]

## الاستخدام الطبي
- داء الشيغيلات (الزحار العصوي).
- أمراض الجهاز البولي السفلي غير المختلطة الناجمة عن الجراثيم سلبية الغرام (عدا الزوائف).

## مضادات الشفاء
- فرط الحساسية تجاه الكينولونات.
- البرفيرية.

## الجرعة
فموياً
- البالغون: 1غ كل ساعات في الإنتانات المزمنة وعند استمرار المعالجة أكثر من أسبوعين.
- الأطفال فوق 3 أشهر (عند الضرورة فقط): الجرعة العظمى 50ملغ/كغ/يوم مقسمة على 4 جرعات، تُنقص الجرعة إلى 30ملغ/كغ/يوم في حال الاستخدام المديد.

## تحذيرات
- الأمراض الكبدية.
- القصور الكلوي.
- بيلة الغلوكوز الإيجابية الكاذبة.
- عوز أنزيم G6PD.
- الحمل والإرضاع.
- وجود سيرة مرضية للصرع أو عوامل مؤهبة لحدوث نوبات.
- مراقبة الوظيفة الكبدية والكلوية وإجراء تعداد دموي لدى استعمال الدواء الأكثر من أسبوعين.

تجنب التعرض لأشعة الشمس وإيقاف المعالجة لدى ظهور حساسية ضوئية.
- إيقاف المعالجة لدى ظهور ردود فعل نفسية أو فرط حساسية (بما فيها الطفح الشديد).
- إيقاف المعالجة لدى ظهور أعراض ألم أو احمرار أو تمزق أوتار.

## التخليق
EMME (اثوكسي ميثيلين مالونيك ثنائي إثيل استر)

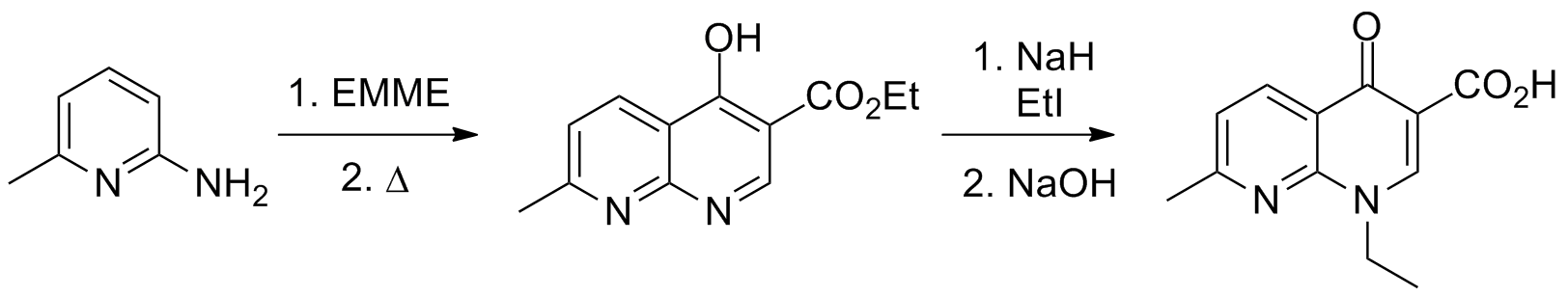
تخليق حامض الناليديكسيك:

## وصلات خارجية
- مدلاين بلس medmaster-a682042[وصلة مكسورة]
- "Nalidixic acid". HealthDigest.org. مؤرشف من الأصل في 2017-04-05.